# Mathieu Boots
Mathieu Boots (ur. 23 czerwca 1976 roku w Venhuizen) – holenderski piłkarz, grający na pozycji obrońcy. Obecnie występuje w drużynie HVV Hollandia. Swoją profesjonalną karierę rozpoczął w FC Volendam, z którym w sezonie 2008/09 występował w Eredivisie. W latach 2001–2002, przez półtora roku grał w belgijskim KV Mechelen, z którym w sezonie 2001/02 awansował do rozgrywek Eerste klasse. Przez dwa lata był również zawodnikiem japońskiego Yokohama FC, z którym grał w J. League Division 2.